# Circonscription législative de la province d'Antique
La province d'Antique aux Philippines est constituée d'une circonscription législative représentée par un député à la Chambre des représentants.

## Circonscription unique
- Population (2015) : 582 012[1]

| Période                              | Député                            |
| ------------------------------------ | --------------------------------- |
| 1re législature philippine 1907-1909 | Pedro V. Jimenez                  |
| 2e législature philippine 1909-1912  | Angel Salazar                     |
| 3e législature philippine 1912-1916  | Angel Salazar                     |
| 4e législature philippine 1916-1919  | Ramon Maza                        |
| 5e législature philippine 1919-1922  | Ramon Maza                        |
| 6e législature philippine 1922-1925  | Angel Salazar                     |
| 7e législature philippine 1925-1928  | Segundo C. Moscoso                |
| 8e législature philippine 1928-1931  | Segundo C. Moscoso                |
| 9e législature philippine 1931-1934  | Segundo C. Moscoso                |
| 10e législature philippine 1934-1935 | Calixto Zaldivar (1904-1979)      |
| 1re Assemblée nationale 1935-1938    | Calixto Zaldivar (1904-1979)      |
| 2e Assemblée nationale 1938-1941     | Calixto Zaldivar (1904-1979)      |
| 3e Assemblée nationale 1941-1946     | Emigdio Nietes                    |
| 1er Congrès 1946-1949                | Emigdio Nietes                    |
| 2e Congrès 1949-1953                 | Tobias Abiera Fornier (1902-1964) |
| 3e Congrès 1953-1957                 | Tobias Abiera Fornier (1902-1964) |
| 4e Congrès 1957-1961                 | Tobias Abiera Fornier (1902-1964) |
| 5e Congrès 1961-1965                 | Tobias Abiera Fornier (1902-1964) |
| 6e Congrès 1965-1969                 | Pas d'élu                         |
| 7e Congrès 1969-1972                 | Enrique A. Zaldivar               |
| Batasang Pambansa 1984-1986          | Arturo F. Pacificador             |
| 8e Congrès 1987-1992                 | Exequiel B. Javier                |
| 9e Congrès 1992-1995                 | Exequiel B. Javier                |
| 10e Congrès 1995-1998                | Exequiel B. Javier                |
| 11e Congrès 1998-2001                | Jovito C. Plameras, Jr.           |
| 12e Congrès 2001-2004                | Exequiel B. Javier                |
| 13e Congrès 2004-2007                | Exequiel B. Javier                |
| 14e Congrès 2007-2010                | Exequiel B. Javier                |
| 15e Congrès 2010-2013                | Paolo Everardo S. Javier          |
| 16e Congrès 2013-2016                | Paolo Everardo S. Javier          |
| 17e Congrès 2016-2019                | Paolo Everardo S. Javier          |

1. ↑  Mort en poste le 31 octobre 1964.

## Circonscription plurinominale (disparue)
| Période                     | Député                               |
| --------------------------- | ------------------------------------ |
| Batasang Pambansa 1943-1944 | Tobias Fornier                       |
| Batasang Pambansa 1943-1944 | Alberto Arcega Villavert (1903-1984) |